# Бельмон-Лютезьё
Бельмон-Лютезьё (фр. Belmont-Luthézieu) — коммуна во французском департаменте Эн, округ Белле, кантон Шампань-ан-Вальроме.

## Географическое положение
Бельмон-Лютезьё лежит на высоте 450 м над уровнем моря, в 14 км севернее города Белле, в горах Юры над долиной реки Серан.
К коммуне относится ещё несколько деревень, хуторов и подворий.

## История
Деревня заселена с древних времён. В средние века Бельмон-Лютезьё принадлежал графам Савойским, а по Лионскому договору 1601 года отошёл во владение Франции.

## Население
Население коммуны на 2010 год составляло 514 человек.
| 1962 | 1968 | 1975 | 1982 | 1990 | 1999 | 2010 |
| ---- | ---- | ---- | ---- | ---- | ---- | ---- |
| 275  | 240  | 300  | 293  | 308  | 394  | 514  |

## Достопримечательности
- Церковь постройки XII века.
- Замок Шато-д’Остель XV века.
- Развалины приората в Бельмоне.
- 70-метровый водопад на реке Серан.

## Экономика и промышленность
Население занято преимущественно в сельском хозяйстве.